# Episodi di Zoo (seconda stagione)
La seconda stagione della serie televisiva Zoo è stata trasmessa in prima visione sulla CBS dal 28 giugno al 6 settembre 2016.
In Italia, la stagione è andata in onda dal 24 luglio al 14 agosto 2017 su Rai 4.
| nº | Titolo originale        | Titolo italiano                  | Prima TV USA     | Prima TV Italia |
| -- | ----------------------- | -------------------------------- | ---------------- | --------------- |
| 1  | The Day of the Beast    | Il giorno della bestia           | 28 giugno 2016   | 24 luglio 2017  |
| 2  | Caraquet                | Caraquet                         | 28 giugno 2016   | 24 luglio 2017  |
| 3  | Collision Point         | Punto di collisione              | 5 luglio 2016    | 24 luglio 2017  |
| 4  | The Walls of Jericho    | Le mura di Gerico                | 12 luglio 2016   | 31 luglio 2017  |
| 5  | The Moon and the Star   | La luna e la stella              | 19 luglio 2016   | 31 luglio 2017  |
| 6  | Sex, Lies and Jellyfish | Sesso, bugie e meduse            | 26 luglio 2016   | 31 luglio 2017  |
| 7  | Jamie's Got a Gun       | Le vie del Signore sono infinite | 2 agosto 2016    | 7 agosto 2017   |
| 8  | Zero Sum                | Somma zero                       | 9 agosto 2016    | 7 agosto 2017   |
| 9  | Sins of the Father      | I peccati del padre              | 16 agosto 2016   | 7 agosto 2017   |
| 10 | Yellow Brick Road       | Il ritorno del figliol prodigo   | 23 agosto 2016   | 14 agosto 2017  |
| 11 | The Contingency         | La via verso la cura             | 30 agosto 2016   | 14 agosto 2017  |
| 12 | Pangaea                 | Pangaea                          | 6 settembre 2016 | 14 agosto 2017  |
| 13 | Clementine              | Clementine                       | 6 settembre 2016 | 14 agosto 2017  |

## Il giorno della bestia
Jamie attende l'arrivo dei suoi amici nella casa del pescatore assieme al leopardo, quando all'improvviso il suo anfitrione si offre di fare un giro di pattuglia (ha infatti tramutato la casa in una fortezza); tuttavia Jamie scopre in seguito che un furetto contagiato è riuscito a superare il blocco. Esso si rivela solo il primo passo: la casa è invasa da orsi e lupi che uccidono il pescatore squarciandogli la gola, ma Jamie riesce a mettersi al sicuro con il leopardo in cantina. 
Intanto Mitch, Jackson, Chloe e Abraham riescono a raggiungere un massiccio centro di raccolta a Washington e li Jackson scopre di essere stato morso da una tigre; tuttavia i medici lo rassicurano poiché la mutazione non si trasmette agli umani. Mitch spiega a Delavane la situazione e questa dona loro in un intero plotone per recuperare Jamie e il leopardo, che si mette subito in viaggio.
Jamie intanto, ormai assediata, decide di allontanare gli animali dal leopardo e, dopo aver lasciato delle traccia perché gli altri lo ritrovino, si allontana attirando gli animali con un bengala; tuttavia l'arrivo improvviso di un bisonte contagiato fuggito da un vicino zoo la costringe alla fuga nel bosco. Subito dopo arriva la squadra di Mitch che, grazie alle indicazioni lasciate da Jamie, recupera il leopardo; Mitch vorrebbe mettersi alla ricerca della ragazza, ma il ritorno degli animali costringe Abraham a trascinarlo via, nonostante la resistenza dello scienziato. Tornati a Washington, scoprono che la cura non funziona : la mutazione è infatti progredita nella "fase due", pertanto l'antidoto non fa effetto. Chloe intanto scopre che il gruppo sanguigno di Jackson è cambiato da 0- ad AB+, e si è quindi invertito. Dopo aver avvertito il fidanzato, i due iniziano a pensare che gli umani non siano immuni alla mutazione.
Delavane avverte Mitch che un dottore, Cobrax, si è recato in Patagonia tempo prima per trovare una cura, ma che poi era scomparso; in seguito un secondo plotone era stato inviato, in quanto si credeva che Cobrax avesse trovato un animale con una mutazione in fase due. Mitch e la squadra decidono di raggiungerli per scoprire di più. Intanto in Patagonia il plotone inviato trova un accampamento devastato con evidenti segni di un attacco animale, e poco dopo raggiungono la casa di Cobrax; ivi sono però attaccati da un animale mostruoso.

## Caraquet
Jamie riesce a sfuggire all'attacco degli animali e lascia sulla casa del pescatore un segno del suo passaggio, un'enorme scritta con i sassi che recita "Caraquet", ovvero la città dove lei si recherà. Subito dopo si mette in viaggio.
Intanto Mitch e la sua squadra giungono in Patagonia e raggiungono la casa di Cobrax; ivi trovano una sola superstite, Dariela Marzan, una marine che li avverte che l'animale in fase due è un essere umano. Poco dopo la creatura li attacca, e si rivela essere proprio Cobrax, anch'egli contagiato. Il gruppo riesce a sedarlo e lo porta sull'aereo, per poi dare una degna sepoltura ai marines morti. 
Sull'aereo Chloe e Mitch studiano Cobrax e Mitch capisce che la mutazione di fase due si può trasmettere anche agli umani, i quali diventano dei superpredatori, poiché essa distrugge la neomatrice, ovvero l'area che fa provare sentimenti, e lascia attivo solo il cervello di base, ovvero la zona dedicata alla sopravvivenza e all'aggressività.
Intanto Jackson, Abraham e Dariela ritornano all'accampamento devastato, ma durante il viaggio una pioggia acida rossa come il sangue si abbatte sulla foresta; all'accampamento incontrano un sopravvissuto, il quale rivela che la bestia che li ha uccisi tutti non era Cobrax, ma un elefante africano finito chissà come in Patagonia. Dariela sente attraverso la radio degli strani suoni, e sia lei che Abraham temono che la mutazione sugli umani, oltre a trasmettere tramite morsi, possa anche risvegliare le persone come se fossero zombie. Il gruppo quindi si divide : mentre Jackson, aiutato dal nativo, cercherà l'elefante, Abraham e Dariela ritorneranno alla casa di Cobrax. 
Abraham e Dariela scoprono però che le persone non si sono risvegliate, ma che i loro cadaveri sono stati portati via dagli avvoltoi, i quali stanno facendo scorta di cibo (comportamento non normale per i rapaci). Intanto Jackson e il nativo ritrovano l'elefante e Jackson preleva un campione di sangue, ma il pachiderma li insegue, uccidendo il povero sopravvissuto, mentre Jackson è tratto in salvo da Dariela e Abraham che fuggono verso l'aereo, raggiungendolo poco prima che l'elefante li raggiunga.
Intanto Chloe libera involontariamente Cobrax, ma Mitch con un piano riesce a rinchiuderlo in una gabbia; a quel punto sopraggiunge però Dariela, la quale, infuriata per la morte dei suoi compagni e ritenendo Cobrax un pericolo, gli spara alla testa. Con Cobrax morto, Mitch si concentra sugli avvoltoi e scopre che la mutazione di fase due ha permesso loro di modificare l'ambiente : sono stati proprio gli avvoltoi a provocare la pioggia acida, rilasciando la loro bile nelle nuvole. Intanto Chloe tenta di contattare Delavane, ma questa muore improvvisamente a causa di una scossa elettrica all'interno della bocca.

## Punto di collisione
La squadra si dirige a Washington dove scopre che Delavane è stata uccisa da un branco di formiche molto grande; tuttavia la sua bocca scorticata lascia intendere che ci sia stata una scossa elettrica dall'interno. Davis fa sparire ogni cosa di Delavane e cerca di mettere le mani sul suo portatile, in quanto in esso si nasconde un segreto, ma Chloe lo porta via. Intanto Abraham lascia Dariela a Washington, pur essendone innamorato, e se ne va. Dariela tuttavia sente poco dopo alla stazione il generale Davis chiedere a un marine del portatile scomparso, per poi sparargli alla testa quando capisce che non ne sa nulla. Mentre cerca di fermare il generale, Dariela rimane coinvolta in un'esplosione, uscendone illesa, e scopre che la causa di ciò sono le formiche che riescono a generare una micidiale scossa elettrica, e decide di avvertire gli altri.
Mitch scopre così in seguito che sono state proprio le formiche a uccidere Delavane. Il gruppo scopre che gli insetti hanno intenzione di far saltare il generatore principale di Washington e si reca lì per fermarle; tuttavia, malgrado l'operazione riesca, Dariela inghiotte una formica e Abraham è costretto a costruire una sedia elettrica per uccidere l'insetto all'interno del suo corpo. Miracolosamente, Dariela sopravvive. 
Alla fine, Jackson rivela a Mitch di possedere la mutazione, e Chloe scopre che sul computer di Delavane ci sono le informazioni riguardanti il progetto Noè : esso ucciderà non solo tutti gli animali, ma anche due milioni di persone, ovvero tutte quelle possedenti la mutazione in fase due. 
Intanto Jamie, continuando il suo cammino, si rifugia nella notte in una macchina abbandonata da un agente, e al mattino incontra Logan, un altro sopravvissuto, e prosegue il viaggio con lui.

## Le mura di Gerico
Mitch calcola che a Jackson ci vorranno cinque settimane per trasformarsi del tutto; pertanto ha a disposizione quel tempo per trovare una cura. Intanto Chloe scopre che un bradipo in Asia ha assunto la capacità di provocare terremoti tramite ultrasuoni e che ora è prigioniero a Washington. È proprio il generale Davis ad andarlo a prelevare, per portarlo in una zona più sicura, ma poco dopo la sua partenza l'edificio crolla. 
Mitch indaga sul caso e scopre che a causare il crollo non è stato il bradipo ma una colonia di talpe che è in seguito stata uccisa da un gas nocivo. Poco dopo la squadra è messa in fuga da un alligatore. Chloe scopre che Davis vuole usare il bradipo come dimostrazione per il gas MI-1, che distrugge tutti gli animali mutati lasciando in vita i sani. Il gruppo si infiltra lì, ma Davis riconosce Dariela; questa però lo cattura e lo costringe a dargli il bradipo. Mentre Jackson e Mitch recuperano l'animale, le due ragazze decidono di distruggere il gas MI-1. Tuttavia Davis riesce ad avvertire i soldati che si precipitano ad aiutarlo; i marine sono messi in fuga da Dariela, ma uno di essi spara alla bombola del gas, distruggendola e costringendole alla fuga. Dariela è costretta a chiudere le porte per evitare che il gas uccida l'intero edificio, ma Chloe rimane intrappolata; quando il gas si dipana, è ormai in fin di vita, con lo sconforto di Jackson, ma ha modo di rivelargli che, tramite un'immagine satellitare, ha scoperto che Jamie si trova a Caraquet. Il gruppo la porta sull'aereo e ivi ha modo di piangerla.
Intanto Jamie scopre che Logan era stato incaricato da alcune persone per trovare il leopardo con la cura, e che queste lo stanno ancora cercando; dopo averli eliminati lasciandoli divorare dai lupi, i due raggiungono Caraquet, ma la trovano distrutta dalle fiamme.

## La luna e le stelle
Mitch scopre che la mutazione in fase due ha provocato nel DNA di Jackson la nascita di una tripla elica, contenente i geni di diversi animali, tra i quali le formiche, i bradipi e gli avvoltoi, che appunto grazie a ciò ottengono la capacità di modificare l'ambiente. Intanto Jackson, piangendo Chloe, scopre che le sue lacrime sono diventate nere e dense, il che significa che la mutazione sta progredendo, in quanto anche Cobrax aveva gli stessi sintomi. Poco dopo il gruppo è contattato da Alyson Morgan, l'ex-matrigna di Mitch dirigente del governo, che rivela che le piantagioni della sua proprietà stanno morendo; se Mitch la aiuterà lei gli permetterà di andare a Caraquet (dato che l'aereo è suo). Con le spalle al muro, Mitch scopre che la causa di ciò sono minuscoli cristalli rilasciati dall'acqua. Poco dopo un dipendente di Alyson inizia a soffocare e dalle sua bocca esce un grosso serpente, ma Jackson riesce a calmarlo mostrandogli il morso che gli ha causato la mutazione, svelando così il suo segreto a tutta la squadra. 
Mitch capisce quindi che sono proprio i serpenti a provocare la morte delle piante cambiando pelle e crea un veleno non letale per gli umani che li stermina. Poco dopo Alyson gli rivela che, tramite un giornale molto vecchio del 1895, ha scoperto che le mutazioni si erano già verificate negli animali un secolo prima. Tuttavia nessuno allora aveva creduto alla notizia, poiché il giornale in questione era molto poco affidabile.
Intanto Logan e Jamie vengono accolti da un gruppo di sopravvissuti di Caraquet capitanati da una donna di nome Gwen, la quale rivela loro che i militari li hanno abbandonati tempo prima e che da allora avevano continuamente dato fuoco alla città per attirare l'attenzione. I due vengono accolti, ma Melanie, una giovane cuoca, suggerisce loro di fuggire. Poco dopo si scopre il perché : Gwen e i suoi sono infatti sopravvissuti così a lungo perché nutrono gli animali con cavie umane, i quali hanno perciò smesso di attaccarli. Inizialmente intenzionata a sacrificare Jamie e Logan, sostituisce poi Logan con Melanie come punizione per aver rivelato loro la verità. Jamie tuttavia ruba una bottiglia di coca cola che dona poi a Logan, poco prima di essere inviata fuori dal recinto, sul quale si sono ammassati degli orsi polari. Logan però getta la bottiglia nel fuoco e il gas, espandendosi, fa esplodere la recinzione, attirando gli animali all'interno. Jamie, Melanie e Logan si rifugiano su un vecchio autobus; Gwen prova a seguirli, ma Jamie le impedisce di salire e la donna viene divorata da un orso. Poco dopo anche Jamie rischia di essere mangiata, ma sopraggiunge la squadra, arrivata in tempo a Caraquet, la quale seda l'animale e trae in salvo i superstiti. Dopo aver portato al sicuro Melanie e i pochi sopravvissuti, il team riparte.

## Sesso, bugie e meduse
Mitch spiega ad Abraham, Dariela, Alyson, Jamie e Logan la questione della tripla elica del DNA e rivela che essa contiene il cosiddetto "gene fantasma", ovvero un gene sopito contenente i geni di altri sette animali, quattro dei quali già individuati (bradipi, formiche, avvoltoi e serpenti). Una volta individuati gli altri tre geni, Mitch dovrebbe essere in grado di creare una cura. Logan propone, per iniziare, di dare ascolto all'ultimo articolo del vecchio giornale del 1895 : meduse che provocano uragani riscaldando l'acqua in gran numero. Mitch individua un grande branco in Portogallo, e il gruppo si dirige lì.
Ivi mentre Abraham, Dariela, Mitch e Jackson si incontrano con un trafficante di veleni possedente una medusa, Alyson tiene a bordo Jamie e Logan per rivolgergli alcune domande e sapere se si possono davvero fidare di loro. Jackson chiede inoltre a Dariela di ucciderlo se mai si tramuterà in un mostro, in quanto sa che nessun altro della squadra sarebbe in grado di farlo.
Il trafficante propone a Mitch la medusa in cambio di un ragno velenosissimo nascosto nelle fogne. La squadra scende e ne recupera in grandi quantità, proteggendosi dai morsi con uno speciale antidoto. Tuttavia il trafficante si rifiuta di mantenere la parola e consegna i quattro agli uomini di Davis; tuttavia Mitch libera i ragni e approfitta della confusione per prendere la medusa. Jackson, furente per la morte di Chloe, massacra un soldato di botte e gli chiede dove si trova Davis, intenzionato ad ucciderlo. Il suo comportamento si avvicina a quello di un animale imbizzarrito, e Dariela, preoccupata, si prepara a fucilarlo, ma Jackson rinsavisce appena in tempo. 
Il team riparte in cerca dei due animali mancanti. Abraham si infuria con Dariela per aver tentato di uccidere il suo amico (la donna gli aveva infatti tenuto nascosta la decisione di Jackson). Jamie di contro si arrabbia con Mitch, in quanto le cose sono molto cambiate da quando lei era con loro e ha ormai perso le speranze. Dopo aver scaricato Alyson a Washington il gruppo riparte.
Nella scena finale si scopre che il generale Davis ha assoldato Robert Oz, ancora vivo, per creare il gas MI-1, ma questi si rifiuta di aiutarlo poiché prima vuole che il generale gli porti suo figlio.

## Le vie del Signore sono infinite
Grazie ai genomi fossili rinvenuti all'interno della medusa (battezzata Moe) Mitch scopre che il colpevole della mutazione è Pears Elias, un truffatore che nel 1895 aveva irradiato migliaia di animali con radiazioni a raggi X rubate da un laboratorio sperimentale, facendosi pagare per quello che faceva, provocando così negli animali infetti la tripla elica del gene fantasma che si è poi trasmessa alla generazione successiva. Tuttavia Elias aveva irradiato anche alcuni umani, provocando anche in loro la mutazione. Mitch rintraccia la vecchia casa di Elias nel Michigan con l'intento di trovare i cataloghi degli animali irradiati, così da scoprire gli ultimi due animali mancanti. All'improvviso però Jackson impazzisce a causa della mutazione elevata che sta avvenendo in lui e fugge dall'aereo per seppellire Chloe (in realtà il corpo era stato già restituito ai familiari); Abraham riesce a fermarlo, ma Jackson, in preda ai deliri, inizia a recitare una sequenza che Mitch riconosce essere il genoma della cura.
Il gruppo giunge nel Michigan, tuttavia Mitch e Jackson rimangono a bordo dell'aereo con l'intento di scoprire come Jackson sapesse della cura. Mitch irradia degli impulsi elettronici nel suo cervello con l'intento di fargli rivivere alcuni ricordi ormai sopiti, e Jackson, dopo una dolorosa seduta, riesce a scoprire la verità : quando aveva otto anni era infatti solito osservare il padre, Robert Oz, lavorare sulle cavie animali. Suo padre aveva scoperto l'esistenza della mutazione che si sarebbe presto presentata in tutto gli animali del mondo ed era ossessionato nel trovare una cura, ma Jackson, preoccupato, temeva stesse diventando pazzo ed una notte liberò gli animali prigionieri e bruciò il suo laboratorio con tutte le sue ricerche, e nel farlo vide la sequenza scritta sul muro. Così facendo però Jackson fece cadere suo padre nella depressione più totale, facendogli perdere il senno. 
Intanto Abraham, Dariela, Logan e Jamie giungono in un paesino del Michigan ove scoprono che gli abitanti si sono chiusi in chiesa per sfuggire agli attacchi degli animali, soprattutto di una infestatissima specie di cicale, le quali impediscono loro di dormire di notte ed emettono un suono assordante per qualunque essere vivente. Il gruppo si nasconde insieme al resto della cittadina, ma improvvisamente una vecchia signora, uscita di senno, apre la porta e permette a orsi, lupi e pantere di entrare, ma fortunatamente il gruppo impedisce la tragedia. Il prete della chiesa li ringrazia di ciò e decide di aiutarli, conducendoli alla casa di Elias. Abraham e Jamie lo seguono, mentre Dariela e Logan restano a proteggere i cittadini.
Sfortunatamente il gruppo scopre che i soldati di Davis hanno già rubato tutte le ricerche di Elias, ma il prete si ricorda che Elias teneva con sé alcuni animali irradiati e che li ha sepolti nel suo giardino; Jamie e Abraham allora li dissotterrato, sapendo che le loro ossa permetteranno a Mitch di rintracciarli. Mentre tornano il prete rivela loro che anche uno scienziato, Robert Oz, era venuto per le ricerche; Abraham è scettico, ma si ricrede quando il prete gli mostra un video girato una settimana prima che vede Robert Oz trafugare oggetti dalla casa di Elias. Abraham e Jamie tuttavia decidono di non rivelarlo a Jackson, in quanto con la mutazione in atto potrebbe reagire in maniera imprevedibile. 
Tornati nella cattedrale, Dariela rivela ad Abraham che ha deciso di rimanere con i cittadini per aiutarli a giungere ad un centro accoglienza; rivela inoltre ad Abraham che Jackson le ha chiesto di ucciderlo, con sgomento dell'altro. I due pertanto si salutano, sperando un giorno di ritrovarsi. 
Intanto sull'aereo Jackson riesce a ricordare un'altra particolare : poco prima che lui e sua madre partissero per l'Africa, Robert Oz gli aveva confidato che aveva scoperto che era stato lui a bruciare il laboratorio e gli aveva iniettato lui stesso una versione sintetica del gene fantasma nel corpo. Abraham e Jamie riportano le ossa a Mitch, mentre Logan, che si rivela essere una spia di Davis, avverte quest'ultimo che Dariela non protegge più il gruppo e che quindi è tempo di catturarli.

## Somma Zero
In Florida il gruppo cattura un'iguana in grado di congelare ogni cosa intorno a sé, rintracciata grazie alle ossa che Mitch ha ricostruito; tuttavia Mitch ancora non è riuscito a scoprire quale è il settimo animale, in quanto questi sembra l'unione di diverse specie tutte insieme. Alyson improvvisamente li contatta e rivela loro che la madre di Jackson, Elizabeth, è scomparsa in Botswana e che al momento non possono inviare una squadra per cercarla.
Calata la notte, il gruppo viene sorpreso dagli uomini di Deavis, entrati nell'aereo grazie a Logan, che finalmente si rivela per quello che è, e catturano tutti tranne Jamie; Logan tenta di convincerla a scappare con lui, ma questa rifiuta e il ragazzo la consegna a Deavis. Il generale rivela loro che affinché il progetto Noè venga approvato loro devono scomparire, in modo che non vi sia una cura. Mitch però di soppiatto apre la gabbia del bradipo sismico e lo irrita con una luce lampeggiante; l'animale, infuriato, provoca un cataclisma sull'aereo, facendolo sbandare e permettendo al gruppo di catturare Deavis e i suoi uomini. Logan tenta di fuggire con un paracadute, ma Jamie lo raggiunge; Logan le spiega che nel mondo che si è venuto a creare bisogna fare scelte difficili, e che era certo che anche Jamie l'avesse capito, dato che aveva permesso agli animali di uccidere Gwen a Caraquet. Jamie concorda con lui, ma a tradimento gli spara un dardo soporifero, per poi buttarlo giù dall'aereo.
Jackson vorrebbe uccidere Deavis, ma Mitch lo trattiene, ricordandogli che si tratta comunque di un alto funzionario del governo; Jackson contatta allora Alyson e la ricatta, ordinandole di inviare una squadra in Botswana per trovare sua madre, pena la morte del generale. Mitch per questo si infuria con Jackson, ma il dibattito si blocca quando i due si rendono conto che l'iguana congelante, a causa del sisma provocato dal bradipo, è scappata. I due la ritrovano schiacciata da un bidone e gravemente ferita, perciò, con l'aiuto di Jamie, la operano, riuscendo a ricucire la ferita un istante prima che si risvegli.
Intanto Abraham, intenzionato a scoprire la verità su Robert Oz, inietta il veleno di un serpente nel collo di Deavis, affermando che gli darà l'antidoto solo quando saprà la verità. Deavis confessa che ha sequestrato Oz poiché lui conosce la formula di Elias, ovvero ciò che ha permesso a Elias di sterilizzare animali mutanti, ultimo componente per completare il gas TX-14. Deavis va in arresto cardiaco per via del veleno, ma Abraham gli dà l'antidoto e Jamie riesce a salvarlo. Abraham vorrebbe sapere di più, ma Deavis lo minaccia dicendogli che, se gli farà ancora domande, rivelerà a Jackson un segreto condiviso tra lui ed Oz. Abraham, comprendendo a cosa si riferisce il generale, si arrende. 
Giunti in Botswana, il gruppo libera Deavis consegnandolo ad Alyson, la quale in cambio da loro le coordinate per l'accampamento di sua madre; le ferite di Deavis saranno spacciate per un attacco di leoni, con il consenso del generale, altrimenti Alyson rivelerà che il progetto Noè ucciderà due milioni di persone. Abraham e Jackson giungono nell'accampamento, ma lo trovano devastato, e l'unica superstite rivela loro che a scatenare ciò è stata Elizabeth, la quale ha contratto la mutazione.

## I peccati del padre
Jackson e Abraham vanno a cercare Elizabeth, ma trovano solo il corpo dilaniato di un leone; dato che gli animali non si uccidono più tra loro, l'unica ad aver fatto una cosa simile può essere stata solo Elizabeth. Infatti poco dopo i due sono investiti dal branco di felini in fuga e vengono puntati dalla madre di Jackson, la quale, riconoscendo che il figlio possiede il gene fantasma, non lo attacca e si limita ad assaltare Abraham, e per salvare l'amico Jackson è costretto a spararle. 
Intanto in Michigan Dariela porta tutta la cittadina in un campo profughi allestito poco distante, ma a pochi metri da esso le persone sono attaccati da un branco di cavalli, i quali però paiono prenderla di mira. Dariela sfrutta ciò a suo vantaggio e con una moto li conduce lontano dalle persone, permettendogli di entrare al campo base, per poi entrarci anch'essa una volta che sono tutti salvi. Il fatto che i cavalli avessero ignorato tutti gli altri induce Dariela a pensare che gli umani infetti siano molti di più di due milioni, e che quindi il progetto Noè potrebbe causare un'ecatombe ben maggiore di quella prevista. Poco dopo, un medico del campo le porta una cartella clinica, dicendo di avere scoperto qualcosa mentre la curava. Dariela, leggendola, prende un veicolo e cerca di rintracciare l'aereo.
Jackson riporta la madre sull'aereo e chiede a Mitch di controllare se Robert Oz avesse iniettato il gene fantasma anche a lei. Mitch controlla le vecchie ferite sul cadavere con una luce ultravioletta e scopre che Robert Oz aveva iniettato anche a lei il gene, che poi si era attivato in seguito al morso da parte di un cucciolo di rinoceronte. Jackson, furioso, sparpaglia le ossa dell'ultimo animale, ma grazie a ciò Mitch riesce a ricostruire la creatura : con sgomento, scopre che si tratta di una tigre dai denti a sciabola, animale ritenuto estinto da oltre 14.000 anni. Alyson decide quindi di contattare Max Morgan, padre di Mitch e suo ex-marito, che è un criptozoologo e che Mitch odia. 
Mentre viaggiano Jamie trova Abraham a prendere a pugni dei copertoni e cerca di convincerlo a rivelare a Jackson che suo padre è ancora vivo, ma Abraham glielo impedisce, rivelandole il suo terribile segreto : anni prima aveva incontrato Robert Oz quando ancora era povero e solo, il quale gli aveva dato duecento dollari per fargli fare un lavoretto, ovvero somministrare il gene fantasma (che Abraham credeva un vaccino) a Elizabeth; Abraham quindi era entrato nella tenda di Elizabeth con la scusa di un forte mal di testa e glielo aveva iniettato mentre fingeva di scacciare una vespa. Elizabeth però lo accolse nella famiglia e Abraham si pentì di quel gesto per il resto della vita.
Il gruppo giunge in Canada e preleva Max Morgan, il quale, dopo un'attenta analisi alle ossa, scopre che la tigre era morta da appena cento anni, ovvero nel 1895. Max è sorpreso, ma poi rivela che in passato, mentre cercava un misterioso mostro in Sudamerica, aveva scoperto l'esistenza di un'isola segreta chiamata Pangea, ove nel 1800 era stato creato uno stabilimento del governo in cui si diceva si clonassero animali estinti, fra i quali anche la tigre dai denti a sciabola. Purtroppo Max non ne conosce la posizione, e di conseguenza il gruppo decide di riportarlo in Canada. Prima di scendere, Mitch rivela a Jamie il motivo del suo odio verso il padre : Alyson in realtà era prima di essere la sua matrigna la sua fidanzata, ma poi Max la sedusse, strappandola da lui. Max, conscio del suo errore, chiede a Jamie di convincere il figlio che lui gli vuole ancora bene.
Il gruppo torna sull'aereo. Jamie decide di parlare con Mitch, ma giunta nella sua camera lo trova a letto con Alyson. Intanto Abraham rivela a Jackson di essere stato lui a causare la mutazione di sua madre e che Robert Oz è ancora vivo; Jackson, in preda alla furia, soccombe alla mutazione e assalta Abraham, il quale è però salvato da Dariela, tornata appena in tempo, che gli spara alla spalla. Jackson scappa nella stiva e prende un veicolo, per poi fuggire.

## Il ritorno del figliol prodigo
Abraham e Mitch si lanciano all'inseguimento di Jackson, il quale però dopo un breve tratto di strada abbandona la macchina e si strappa di dosso il dispositivo GPS per rintracciarlo. I due però attraverso un TG scoprono che un uomo impazzito si era recato all'ospedale alla ricerca di qualcosa e che era poi fuggito dopo aver devastato l'edificio. Giunti lì, Abraham e Mitch scoprono che Jackson aveva prelevato solo una provetta di sangue appartenente ad una certa Salema Vale. Rintracciata la casa della donna, i due si recano lì.
Intanto Alyson ha modo di parlare con Dariela, e le rivela che ha scoperto ciò che il medico del campo base le aveva detto, grazie a una cartella clinica lasciata dalla militare nella sua camera, ma accetta di mantenere il segreto. Poco dopo Alyson, Jamie e Dariela ricevono sull'aereo una visita da parte del ministro della difesa russo Ivankoff, il quale ha molte perplessità riguardo al progetto Noè e vorrebbe estraniare la Russia da esso. Cogliendo l'occasione (dato che il progetto Noè necessiterà delle correnti siberiane per propagarsi) Jamie rivela al ministro che la mutazione si è espansa anche agli umani, che il gas TX-14 ucciderà due milioni di persone e che senza gli animali più del 90% delle piante morirebbe (dato che necessitano degli animali per l'impollinazione) portando l'umanità a rischio di estinzione. Inorridito, Ivankoff si schiera con loro e contatta diversi membri del partito russo per convincerli ad abbandonare il progetto Noè. Inoltre, grazie alle apparecchiature segrete russe, Ivankoff mette Jamie in contatto con Robert Oz, il quale invia loro il suo indirizzo. Alyson confida a Jamie il suo amore per Mitch e si dimostra pronta a farsi da parte se la ragazza lo vorrà, ma Jamie acconsente che i due stiano insieme.
Intanto Abraham e Mitch raggiungono la casa di Salema Vale e scoprono che la donna è sparita, ma che ha lasciato lì il suo pappagallino. Anche Jackson è lì, ma fugge. Mitch sfrutta l'occasione e grazie al pappagallino (che si spaventa quando si avvicina a una persona infetta) riescono a seguirlo, ma scoprono che la traccia porta dritta all'aereo. Ivi non trovano Jackson, ma Salema Vale, che si rivela essere un'altra portatrice del gene fantasma che si è attivato dopo che il pappagallino l'ha morsa; Jackson l'aveva contattata affinché prendesse il suo posto come cavia per Mitch. 
La squadra, conscia che Jackson cercherà suo padre, si reca all'indirizzo inviatogli da Robert Oz per trovarlo, ma scoprono che lo scienziato è fuggito dagli uomini di Deavis. 
Intanto Jackson giunge a Washington e si mette in contatto con Deavis, chiedendogli di parlare con suo padre in cambio di consegnarsi a lui. Deavis accetta, ma scopre presto che Robert Oz è fuggito; ordina allora ai suoi cecchini di eliminare l'ignaro Jackson. Poco prima che i soldati sparino però Jackson viene salvato da Robert Oz, giunto il più in fretta possibile, che aiuta il figlio a fuggire.

## La via verso la cura
La squadra cerca di rintracciare Jackson e Robert, ma i due riescono a far perdere le loro tracce. Poco dopo Jamie, Mitch e Alyson sono contattati da Ivankoff, il quale li chiama affinché lo aiutino a convincere il partito russo a distaccarsi dal progetto Noè. Pertanto la squadra è costretta a dividersi. Poco dopo la loro partenza però Jackson giunge sull'aereo e, sotto lo sguardo impressionato di Abraham, riporta Robert gravemente ferito. Jackson preferirebbe che lo uccidessero, ma Abraham si rifiuta ed è costretto a legarlo per evitare che la mutazione prenda il sopravvento su di lui. 
Dariela e Abraham portano quindi Robert in infermeria e riescono a curargli le ferite e a rianimarlo. Robert rivela loro che aveva scoperto un metodo per inibire il gene A3GC (ovvero il gene fantasma) di Jackson usando il veleno di un tasso, ma che Jackson, avvertendo il pericolo, lo aveva colpito fino a farlo svenire. Grazie ad un tasso portato da Robert, lo scienziato riesce a creare un altro campione; l'animale spruzza un po' di veleno su Dariela, ma Robert la rassicura dicendo che si sentirà semplicemente un po' debole. Robert inietta poi l'antidoto a Jackson, inibendo la mutazione e facendogli riprendere il controllo di sé. 
Robert rivela a Jackson il vero motivo per cui aveva iniettato il gene fantasma a lui e a sua madre : in realtà lo aveva fatto affinché fossero protetti dagli animali, quando la mutazione si sarebbe presentata, e ignorava che ciò li avrebbe trasformati in mostri. Quando aveva scoperto ciò, Robert aveva finto la sua morte e si era unito ad un gruppo di uomini del governo nel tentativo di trovare una cura in tempo. Malgrado sia ancora furioso con lui, Jackson decide di credergli.
Abraham è scettico e confessa a Dariela di aver smesso di credere alla cura, ma la donna si infuria con lui, ricordandogli che era stato proprio lui a convincerla ad andare avanti; poco dopo la ragazza sviene e Abraham, terrorizzato, la porta in infermeria, dove Robert capisce il suo segreto : Dariela è infatti incinta, e a causa dell'indebolimento del suo fisico causato dalla gravidanza il suo organismo non ha retto al veleno del tasso. Robert riesce a salvarla, ma poco dopo arriva una chiamata da Deavis, il quale gli ordina di consegnargli la formula di Elias, pena la morte di tutti. Il gruppo fugge con l'aereo, e Robert insegna a Abraham e a Jackson a costruire un congegno in grado di disattivare gli aerei militari; grazie ad esso il gruppo pone una forte resistenza, ma presto sono costretti ad arrendersi visto lo spiegamento di forze. Robert invia quindi a Deavis una mail con la formula di Elias e il generale gli permette di fuggire. Jackson si infuria con il padre per aver ceduto, ma questi gli rivela che hanno ancora una possibilità di salvare il mondo : Robert conosce infatti la posizione di Pangea, dato che è lì che ha operato negli ultimi anni, aiutato da un gruppo di persone dette "Pastori". 
Intanto Jamie, Mitch ed Alyson si recano al partito russo, dove Ivankoff rivela loro che hanno un forte sostegno e possono bloccare il progetto Noè. Tuttavia poco dopo un gorilla attacca l'edificio e uccide diverse persone, costringendo Ivankoff, Mitch e Jamie a rifugiarsi nell'ascensore. Il gorilla riesce a raggiungerli, ma Jamie e Mitch disattivano l'ascensore facendolo precipitare. Tuttavia scoprono con sgomento che fra le vittima c'è stata anche la giovane figlia di Ivankoff, e che a causa di ciò l'opinione dei russi è tornata a favore del progetto Noè. Alyson dice quindi addio a Mitch, conscia che lui non può abbandonare la sua ricerca di una cura, e abbandona la squadra. 
Nella scena finale si scopre che a liberare il gorilla è stato un sicario al servizio di Deavis, il quale non voleva che i russi si di staccassero dal progetto Noè. Il sicario si infuria con Deavis poiché non gli aveva detto che ci sarebbero stati anche dei bambini, ma il generale, per tutta risposta, lo elimina.

## Pangea
Abraham, Dariela, Jackson e Robert giungono a Pangea, dove vengono accolti dalla dottoressa Nealson, la quale rivela loro che Pangea è stata fondata secoli prima per creare cure sperimentali per diverse malattie mondiali. Furono proprio i Pastori, ad esempio, a creare il farmaco SM-117 per il Morbo di Cassier, che Mitch aveva somministrato alla giovane figlia Clementine. Nealson rivela che sull'isola sono presenti delle tigri dai denti a sciabola clonate, che prosperano lì da anni. Affida quindi loro un cacciatore, Leonard Birs, affinché prelevino il DNA di una di loro. Mentre Jackson e Robert restano alla base, Dariela, Abraham e Leonard si recano vicino alla cosiddetta "zona K", un luogo vietato circondato da una recinzione elettrificata in quanto all'interno ci sono creature pericolose create per errore, che si trova proprio sul confine delle tigri dai denti a sciabola. Dopo una breve attesa la tigre li attacca e Leonard riesce a prelevare un campione del suo sangue, ma a caro prezzo, poiché l'animale lo scaglia contro la recinzione, uccidendolo, per poi fuggire. Abraham e Dariela tornano quindi alla base con il campione. 
Intanto Mitch e Jamie tentano un ultimo disperato tentativo per fermare il progetto Noè : rubare il DNA puro con il quale Deavis intende ripopolare il mondo dopo la catastrofe. Mentre cercano di prenderlo però incontrano Logan, il quale era anch'egli venuto a rubarlo per soldo di qualcuno; il ragazzo però alla fine decide di schierarsi con loro. I tre vengono però fermati da Deavis. Mitch tenta di guadagnare tempo, mentre Jamie e Logan montano una bomba sul camion; non appena scendono, l'ordigno esplode, distruggendo così il DNA. Deavis è disperato, poiché ora il progetto Noè non può più essere attuato, e decide di chiamare l'aviazione per fermare il gas TX-14. Improvvisamente uno dei suoi, Mansque, lo strangola a tradimento e ordina di avviare il progetto Noè senza farsi sentire, per poi uccidere gli agenti e liberare Mitch, Jamie e Logan, rivelando di essere uno dei Pastori. I tre quindi lo seguono a Pangea.
Una volta giunti lì, Logan viene allontanato, dato che i Pastori non si fidano di lui, e Mitch e Robert creano la cura e la somministrano a Jackson, ma a causa del veleno del tasso l'intruglio non ha effetto. I Pastori sfruttano un farmaco per eliminarlo; mentre attendono, Mitch chiede a Robert e Nealson se per caso nel farmaco SM-117 fosse contenuto il gene fantasma, e i due scienziati gli rivelano che è vero. Conscio che la figlia rischia di trasformarsi, non appena Jackson è pronto Mitch gli somministra la cura, che guarisce Jackson, e grazie al suo sangue inizia a produrne dell'altra. 
L'idea dei Pastori sarebbe quella di usare 40.000 uccelli come vettori per diffondere la cura, ma purtroppo Jackson non riesce a produrne abbastanza; allora Robert decide di passargli gradualmente il suo sangue, anche se ciò lo farà morire dissanguato. Jackson sarebbe contrario, ma Robert lo rassicura, affermando che tanto ormai non avrebbe più motivo di vivere, dato che l'unica cosa che desiderava era riappacificarsi con lui. In breve tempo, Jackson produce abbastanza cura per tutti gli animali del mondo, ma ciò costa la vita a Robert.
La squadra si dirige sulla spiaggia e guarda felice gli uccelli di Pangea volare via. Poco dopo però Trotter li avverte che il progetto Noè è stato avviato lo stesso. 
Nella scena finale, Nealson comunica agli altri Pastori che il progetto Noè è stato avviato, e tutti quanti esultano.

## Clementine
La squadra viene catturata da Mansque, il quale rivela loro di essere stato lui a ordinare di avviare il progetto Noè e ad uccidere Deavis. Il gruppo viene rinchiuso in una grotta sotterranea, dove incontrano Logan, il quale rivela loro che ci sono creature mostruose presenti in quel luogo. Il gruppo riesce a fuggire, ma scoprono di trovarsi nella zona K, dove sono contenuti dei lupi ibridi simili a iene estremamente voraci. Abraham riesce a disattivare la recinzione lanciandogli contro un masso, ma così facendo libera anche i lupi, che si propagano per tutta l'isola devastando ogni cosa.
Tornato sull'aereo, il gruppo non riesce a trovare la cura, che servirà a Clementine per non sopperire al progetto Noè, pertanto Mitch, Jackson e Jamie si infiltrano nella base, ormai abbandonata, e recuperano un campione della cura; Mitch scopre però che i lupi stanno per arrivare rendendo la pista per l'aereo inagibile, e ordina quindi a Jamie e a Jackson di tornare sull'aereo e ordinare a Trotter di accendere i motori, mentre lui avrebbe attivato le recinzioni intorno alla base per far sì che i lupi non li raggiungessero. Jamie e Jackson tornano quindi sull'aereo, ma mentre si recano in cabina Mitch telefona ad Abraham : in realtà lui ha intenzione di fare da esca per alcuni lupi che sono riusciti ad entrare prima che riattivasse la rete elettrica. Abraham è contrario, ma Mitch gli ricorda come lui a Caraquet gli aveva impedito di andare a cercare Jamie, poiché la missione era più importante di una singola persona. Abraham, capendo che Mitch vuole solo salvare sua figlia, ordina in segreto a Trotter di decollare. Mitch attiva quindi la pista per l'aereo, per poi essere fatto a pezzi dai lupi. 
Riunitosi con il gruppo, Abraham rivela la dipartita di Mitch, con grande dolore per tutti quanti. Volendo realizzare il suo ultimo desiderio, si dirigono in New Breaswick, dove trovano Clementine, ormai sola dato che sua madre Justine e il suo patrigno Odron sono stati uccisi dagli animali. La bambina, non sapendo della dipartita del padre, afferma di odiarlo poiché non aveva guarito gli animali e salvato Henry, il suo cane, come le aveva promesso. Jamie riesce a convincerla a prendere la cura, dopodiché si recano al luogo dove sono rinchiusi gli animali, e scoprono che gli uccelli di Pangea sono giunti anche lì, guarendoli. Il gruppo restituisce quindi gli animali ai loro proprietari, con grande felicità di Clementine, la quale desidera vedere ora suo padre dato che ha mantenuto la promessa. Jamie gli rivela così la sua dipartita, promettendogli che ora si prenderanno loro cura di lei. Tornati sull'aereo, Logan si riappacifica con Jamie, affermando che il suo vero nome è Edward Robert Cox, e che era diventato un mercenario solo per sentirsi migliore degli altri.
Jackson, dato che il gas TX-14 non ha avuto alcun effetto in nessuna parte del mondo, si insospettisce e legge la mail che Robert aveva inviato a Deavis, e scopre che in realtà essa è la formula che Elias nel 1895 aveva usato per sterilizzare gli animali infetti; quella inviata da suo padre però non è fatto per sterilizzare gli animali, bensì gli umani. In breve il disegno è chiaro a tutto il gruppo : in realtà Robert Oz, così come i Pastori, disprezzava la razza umana per come spadroneggiava incontrastata sulla Terra, e pertanto aveva lavorato per anni per riuscire a far sì che la mutazione scatenata da Elias si ripresentasse negli animali, affinché il governo gli consentisse di scatenare progetto Noè, il quale però non era creato per eliminare gli animali bensì per sterilizzare gli umani, affinché senza più bambini l'umanità si estinguesse restituendo il mondo alla natura. Quando poi il progetto Noè era stato lanciato non c'era più stato bisogno degli animali infetti, pertanto Robert aveva aiutato Mitch a creare la cura.
Dieci anni dopo, Abraham e Dariela si sono sposati e hanno avuto il bambino (dato che era stato concepito prima della sterilizzazione), Jackson è tornato in Africa a lavorare con gli animali, Jamie ha ottenuto l'adozione di Clementine ed è diventata scrittrice, mentre il mondo è sull'orlo del collasso per via dei lupi ibridi fuggiti da Pangea che sono diventati molto aggressivi e rischiano di scatenare un'estinzione di massa di tutte le specie del pianeta. Il figlio nato da Dariela e Abraham termina ormai le elementari, causando la chiusura dell'ultima scuola elementare del mondo (dato che non ci sono più bambini che ci vanno); mentre escono, Abraham viene chiamato da una ragazza ventenne, che si rivela essere Clementine, la quale gli rivela che Mitch è ancora vivo e che sta lavorando per risolvere il problema mondiale, ma che ha bisogno dell'aiuto di tutti loro.